# Melodia sentimental
Melodia sentimental is een compositie van Heitor Villa-Lobos. Het is een van de liederen die hij toevoegde aan zijn A floresta do Amazonas. Het is een toonzetting van een gedicht van Dora Vasconcelos. De muziek laat een schakering horen tussen Braziliaanse en Europese klanken.
Uiteindelijk schreef Villa-Lobos drie versies:
1. die voor A floresta do Amazonas
2. een versie van 3 minten voor zangstem en orkest (W555)
3. een versie voor zangstem en piano (W556).

In de loop van de jaren verschenen allerlei arrangementen, al dan niet voor zangstem(men) en diverse muziekinstrumenten.

## Tekst
Het is een liefdesverklaring in de nacht:
Acorda, vem ver a lua
Que dorme na noite escura
Que surge tão bela e branca
Derramando doçura
Clara chama silente
Ardendo meu sonhar
As asas da noite que surgem
E correm no espaço profundo
Oh, doce amada, desperta
Vem dar teu calor ao luar
Quisera saber-te minha
Na hora serena e calma
A sombra confia ao vento
O limite da espera
Quando dentro da noite
Reclama o teu amor
Acorda, vem olhar a lua
Que brilha na noite escura
Querida, és linda e meiga
Sentir meu amor é sonhar
Ah!

## Bijzonderheid
De zieke componist dirigeerde zelf de première van dit werk. na de uitvoering was hij uitgeput. Hij leidde het Symphony of the Air (voortzetting van het beruchte/beroemde NBC Symphony Orchestra) met als soliste Elinor Ross. Het bleek Villa-Lobos’ laatste publieke optreden te zijn als dirigent.